# Open Conference System
Open Conference System (OCS) — безоплатна відкрита видавнича платформа та інструмент забезпечення вебприсутності при організації, проведенні та розміщенні матеріалів наукових і науково-практичних конференцій. OCS — частина великого некомерційного дослідницького проєкту Public Knowledge Project (PKP), що просуває ідеї відкритого доступу до результатів наукових досліджень. Як окремий проєкт і програмний продукт з відкритим кодом була створена в 2000 році.

## Історія використання
Як прикладний проект OCS була вперше апробована в 2002 році Кевіном Джеймісоном, Генрі Каном та Джоном Віллінські на базі некомерційної дослідницької ініціативи факультету освіти в університеті Британської Колумбії за участю кількох інших організацій-учасників. PKP також погодився розповсюджувати OCS «безкоштовно для академічних організаторів конференцій, щоб вони могли легко встановити систему підтримки онлайн-конференцій з базою даних, що відповідає ініціативі Open Archives і робить документи конференції та інші матеріали загальнодоступними».

## Функціональні можливості системи
- створення вебсайту конференції;
- дистанційна реєстрація учасників конференції;
- електронна подача аналогів паперових матеріалів;
- можливість редагування уже поданого наукового контенту;
- публікація матеріалів конференції та доповідей у форматі, що забезпечує більші можливості для їх знаходження, цитування та подальшої індексації;
- можливість проведення онлайн-дискусій учасників вже після офіційного проведення конференції.

## Технічні вимоги для встановлення OCS[уточнити]
- PHP 4.2.x або більше (Microsoft IIS вимагає PHP 5.x)
- MySQL 3.23.23 або вище, або PostgreSQL 7.1 і вище
- Сервер Apache 1.3.2x або більше, 2.0.4x або більше (або Microsoft IIS 6)

## Приклад активного використання
- Open Conference Systems — Тернопільський Державний Медичний Університет [Архівовано 20 лютого 2019 у Wayback Machine.]